# Печерин, Владимир Сергеевич
Влади́мир Серге́евич Пече́рин  (15 (27) июня 1807, село Дымерка (ныне — Великая Дымерка), Киевская губерния — 29 апреля 1885, Дублин, Соединённое королевство Великобритании и Ирландии) — русский поэт, мемуарист, религиозный мыслитель, профессор Московского университета, монах из католического монашеского ордена редемптористов, западник, один из первых русских диссидентов и невозвращенцев.

## Биография
Родился в дворянской семье 15 (27) июня 1807 года в селе Дымерка (ныне — Великая Дымерка), Киевской губернии (имеется также сообщение, что он происходил из Рязанской губернии). Получил семейное воспитание под руководством гувернёра В. Кессмана, пропитанное идеями Жан-Жака Руссо. Учился в Киевской гимназии (1822—1823), но оставил её, мечтая о получении глубоких познаний в университете. Переехав по вызову дяди в Санкт-Петербург (1825), некоторое время служил канцеляристом. 
В 1829 году смог поступить на историко-филологический факультет Санкт-Петербургского университета. Занимаясь классической филологией под руководством академика Фёдора Грефе, считался столь подготовленным, что попечитель Санкт-Петербургского учебного округа Константин Бороздин поручил ему разбирать греческую рукопись XII века. В 1831 году окончил университет со степенью кандидата. 
Получил место старшего учителя в 1-й петербургской гимназии, а также лектора латинского языка и помощника библиотекаря Петербургского университета, что позволяло ему не оставлять научных занятий. Избранная Печериным область специализации — греческая антология — совпадала с научными интересами академика Грефе, а также филолога-любителя, президента Академии Наук Сергея Уварова. Переводы Печерина с древнегреческого и статья о трагедии Софокла, опубликованные в петербургских журналах стали известны Уварову, который в 1833 году, уже как министр народного просвещения, принял решение о причислении Печерина к воспитанникам Профессорского института, вместе с которыми был командирован в Берлинский университет.
Печерин глубоко осознал значение Берлинского университета, как центра европейской науки того времени, в котором преподавание «основано на идеях и насквозь проникнуто идеями». Европейские впечатления (в частности, резко негативное отношение к русским как к «новым гуннам») окончательно утвердили его в мнении о России как «фокусе деспотизма», главном тормозе на пути всеобщего прогресса.
Вернувшись в Россию (в июне 1835), несмотря на дальнейшее покровительство министра Сергея Уварова и попечителя Московского университета Сергея Строганова, горел желанием «убежать при первом благоприятном случае».
Прочитав пробную лекцию (7.8.1835), был зачислен в штат Московского университета, как и. д. экстраординарного профессора греческой словесности и древностей (утверждение в должности должно было последовать после защиты докторской диссертации). В ходе подготовки к сдаче экзаменов на степень доктора Печерину пришлось соприкоснуться с университетской атмосферой, полной недоброжелательства и интриг: его главным экзаменатором выступал престарелый профессор Семён Ивашковский, понуждаемый к уходу из университета попечителем Сергеем Строгановым, сделавшим ставку на омоложение профессорского состава. Причём именно Печерин должен был сменить Ивашковского на кафедре. В конце 1835 года Печерин успешно сдал экзамены и начал подготовку диссертации «Критическое обозрение по всеобщей греческой антологии» (на латинском языке).
В феврале 1836 года подал в Совет университета прошение о поездке во время летних каникул в Берлин, под предлогом печатания диссертации и устройства личных дел. Просьбу поддержал Строганов, и Печерину был предоставлен отпуск. В конце мая 1836 года Печерин выехал из Москвы и навсегда покинул Россию. Бегство Печерина, несомненно, было крупной утратой для Московского университета, а равного ему по подготовленности и таланту эллиниста университет не мог приобрести ещё в течение нескольких последующих десятилетий.
В 1836—1840 годах Печерин странствовал по Швейцарии, Франции, Бельгии, вращался в кругах европейских революционеров. В 1837 году Строганов обратился к Печерину с личным письмом, прося вернуться в Россию и обещая ходатайствовать о полном прощении и продолжении учёной карьеры. В ответном письме Печерин указывал, что страшится превратиться в «благонамеренного старого профессора, насыщенного деньгами, крестиками и всякою мерзостью».
В 1840 году в Льеже принял католичество, а через год стал монахом ордена редемптористов. Рукоположен в сан священника (1843), преподавал церковную риторику. В 1845 году переехал в качестве миссионера в Великобританию.
Судебное дело, заведённое против Печерина в России, в 1847 году завершилось решением Сената, лишившим его всех прав и состояний российского подданного (от которых, впрочем, он ещё ранее сам добровольно отрёкся). В 1853 году в Лондоне произошла встреча Печерина с Герценом, которого весьма привлекала его личность и судьба.
С 1854 года жил в Ирландии, где он стал одним из организаторов ирландского отделения редемптористов и был известен как борец за права ирландских католиков и ревностный борец с протестантизмом. Монашеское начальство направило его в Дублин, где он с 1862 года служил капелланом одной из местных больниц.
В 1860-е годы возобновились его контакты с Россией, главным результатом которых явилось создание автобиографии «Замогильные записки».
Владимир Сергеевич Печерин умер 29 апреля (17 апреля по старому стилю) 1885 года в Дублине (Ирландия).

## Деятельность
Преподавание Печерина в Московском университете длилось всего один семестр (с января по май 1836), но оставило яркую память. По словам М. П. Погодина, Печерин «до такой степени умел возбудить в студентах жар, что все принимались за греческий язык, им преподаваемый, и в один год сделали успехи невероятные, почти без предварительных познаний».
Свои философские взгляды Владимир Сергеевич Печерин отразил в воспоминаниях и письмах, которые были изданы сборником под названием «Замогильные записки». В своих сочинениях Печерин представлял Россию как «Некрополис» — город мёртвых, который не имеет никаких перспектив для своего развития.
Своими взглядами, творчеством, философским учением и принятием католицизма Владимир Сергеевич Печерин в истории русской литературы представлен как символ радикального разрыва с национальной традицией.
Переписывался с А. И. Герценом и Н. П. Огарёвым. Его ранняя драматическая поэма «Pot-pourri, или Чего хочешь, того просишь» включена ими в сборник «Русская потаённая литература XIX столетия» (Лондон, 1861). О своей встрече с Печериным Герцен рассказал в мемуарной книге «Былое и думы». Герцен сделал его прототипом героя своей незаконченной повести «Долг прежде всего». Некоторые литературоведы даже считали Печерина в некоторой степени прототипом лермонтовского Печорина из романа «Герой нашего времени».
Испытав влияние христианского социализма, Владимир Сергеевич Печерин столкнулся с противодействием своего монашеского начальства, которое не поддерживало его философские взгляды, что вынудило его в 1862 году покинуть монашеский орден.

## Сочинения
- Печерин В. С. Замогильные записки /под ред., с введением и примеч. Л. Б. Каменева. Подготовил М. О. Гершензон. — М.: Кооперативное издательство «Мир», 1932.
- Печерин В. С. Замогильные записки// Русское общество 30-х годов XIX в. Люди и идеи: Мемуары современников. — М., изд. МГУ, 1989.
- Печерин В. С. Оправдание моей жизни. Памятные записки// Наше наследие. — 1989. — № 1—3. Архивная копия от 10 февраля 2009 на Wayback Machine
- Печерин В. С. Из записок В. С. Печерина. Эпизод из Петербургской жизни (1830—1833)// Русский архив, 1870. — Изд. 2-е. — М., 1871. — Стб. 1333—1342. Архивная копия от 27 декабря 2013 на Wayback Machine
- Печерин В. С. Письмо В. С. Печерина к попечителю Московского университета графу С. Г. Строганову от 23 мая 1837 г.// Русский архив, 1870. — Изд. 2-е. — М., 1871. — Стб. 2129—2138. Архивная копия от 27 декабря 2013 на Wayback Machine
- Из переписки В. С. Печерина с Герценом и Огарёвым// Литературное наследство. Т. 62. — М., 1955.

## Личная библиотека
В 1886 году по завещанию В. С. Печерина его библиотека была передана в Московский университет, всего около 190 томов, среди которых издания греческих и римских классиков, русские издания 1860—1880-х годов; европейская поэзия и литература, книги по философии, ценная коллекция книг по востоковедению на санскрите, древнееврейском, арабском, сирийском и других языках. На полях книг сохранились многочисленные пометы и записи владельца. В настоящий момент библиотека В. С. Печерина хранится в Отделе редких книг и рукописей Научной библиотеки МГУ имени М. В. Ломоносова.